# Notomulciber ochreosignatus
Notomulciber ochreosignatus är en skalbaggsart som först beskrevs av Heller 1921.  Notomulciber ochreosignatus ingår i släktet Notomulciber och familjen långhorningar.
Artens utbredningsområde är Filippinerna. Inga underarter finns listade i Catalogue of Life.